# ガルバ・ラワル
ガルバ・ラワル（Garba Lawal、1974年5月22日 - ）は、ナイジェリアの元サッカー選手で、現在は、カドゥナ・ユナイテッドFCのジェネラルマネージャーである。

## 経歴

### クラブ
ラワルの最も成功したときはオランダ・エールディヴィジのローダに所属していた時である。その後は各国のリーグを転々とし、母国ナイジェリアのチームに戻ってからはコーチを兼ねてプレーした。

### 代表
ラワルは1990年代から2000年代初頭にかけて、ナイジェリア代表で万能な才能を持つ選手であったと言われている。ディフェンスから左サイドのアタッカーまでこなした。1998年のワールドカップにも選出され、トーナメント1回戦でスペインに3-2で競り勝った試合での鍵となる役割を担った。
また、2002年のワールドカップ代表選手にも選ばれている。1996年、アトランタ五輪では金メダルを獲得した。アフリカネイションズカップには2000年、2002年、2004年、2006年の4度参加した。

### 指導者
2009年に、ロビ・スターズFCのアシスタントコーチを始めた。同じ年、ナイジェリアU-17チームのチームコーディネーターをもこなしている。

## 代表歴

### 出場大会
- ナイジェリア代表
  - 1998 FIFAワールドカップ
  - 2002 FIFAワールドカップ

### 試合数
- 国際Aマッチ 55試合 6得点（1997年-2006年）[7]

| ナイジェリア代表 | 国際Aマッチ | 国際Aマッチ |
| 年               | 出場        | 得点        |
| ---------------- | ----------- | ----------- |
| 1997             | 3           | 0           |
| 1998             | 7           | 1           |
| 1999             | 2           | 1           |
| 2000             | 8           | 1           |
| 2001             | 6           | 0           |
| 2002             | 8           | 1           |
| 2003             | 2           | 0           |
| 2004             | 11          | 1           |
| 2005             | 4           | 0           |
| 2006             | 4           | 1           |
| 通算             | 55          | 6           |